# Mixed-ish
Mixed-ish (stilizzato mixed•ish) è una sitcom statunitense prodotta dal 2019 al 2021 e trasmessa da ABC.
Ideata da Kenya Barris e Peter Sajia, la serie è uno spin-off/prequel di Black-ish ed è incentrata su una giovane Bow Johnson, interpretata da Arica Himmel, mentre Tracee Ellis Ross, che interpreta il personaggio nella serie originaria, è la narratrice nonché produttrice esecutiva ed è, nella versione italiana, sempre doppiata da Tiziana Avarista.
In Italia entrambe le stagioni sono state distribuite il 1° giugno 2022 su Disney+.

## Trama
Liberamente basata sulla vita della moglie di Barris, la serie racconta i primi anni di Rainbow "Bow" Johnson, la sua esperienza di crescita in una famiglia di razza mista negli anni '80 e i dilemmi che hanno dovuto affrontare se assimilarsi o rimanere fedeli a se stessi quando i suoi genitori si trasferiscono da una comunità hippy in periferia.

## Episodi
| Stagione         | Episodi | Prima TV USA | Prima TV Italia |
| ---------------- | ------- | ------------ | --------------- |
| Prima stagione   | 23      | 2019-2020    | 2022            |
| Seconda stagione | 13      | 2021         | 2022            |

## Personaggi e interpreti

### Personaggi principali
- Rainbow "Bow" Johnson, interpretata da Arica Himmel[4], doppiata da Lucrezia Roma e Tiziana Avarista (adulta).
- Alicia Johnson, interpretata da Tika Sumpter[4], doppiata da Ilaria Latini.
- Paul Jackson, interpretato da Mark-Paul Gosselaar[5], doppiato da Gianfranco Miranda.
- Harrison Jackson III, interpretato da Gary Cole[4], doppiato da Massimo Lodolo.
- Denise, interpretata da Christina Anthony[4], doppiata da Eleonora De Angelis
- Santamonica Johnson, interpretata da Mykal-Michelle Harris[4], doppiata da Sofia Fronzi.
- Johan Johnson, interpretato da Ethan William Childress[4], doppiato da Mattia Moresco.

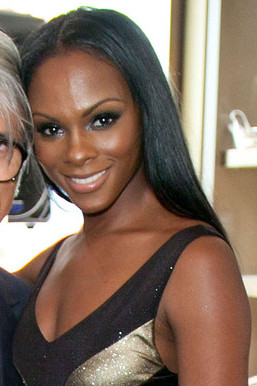
Tika Sumpter
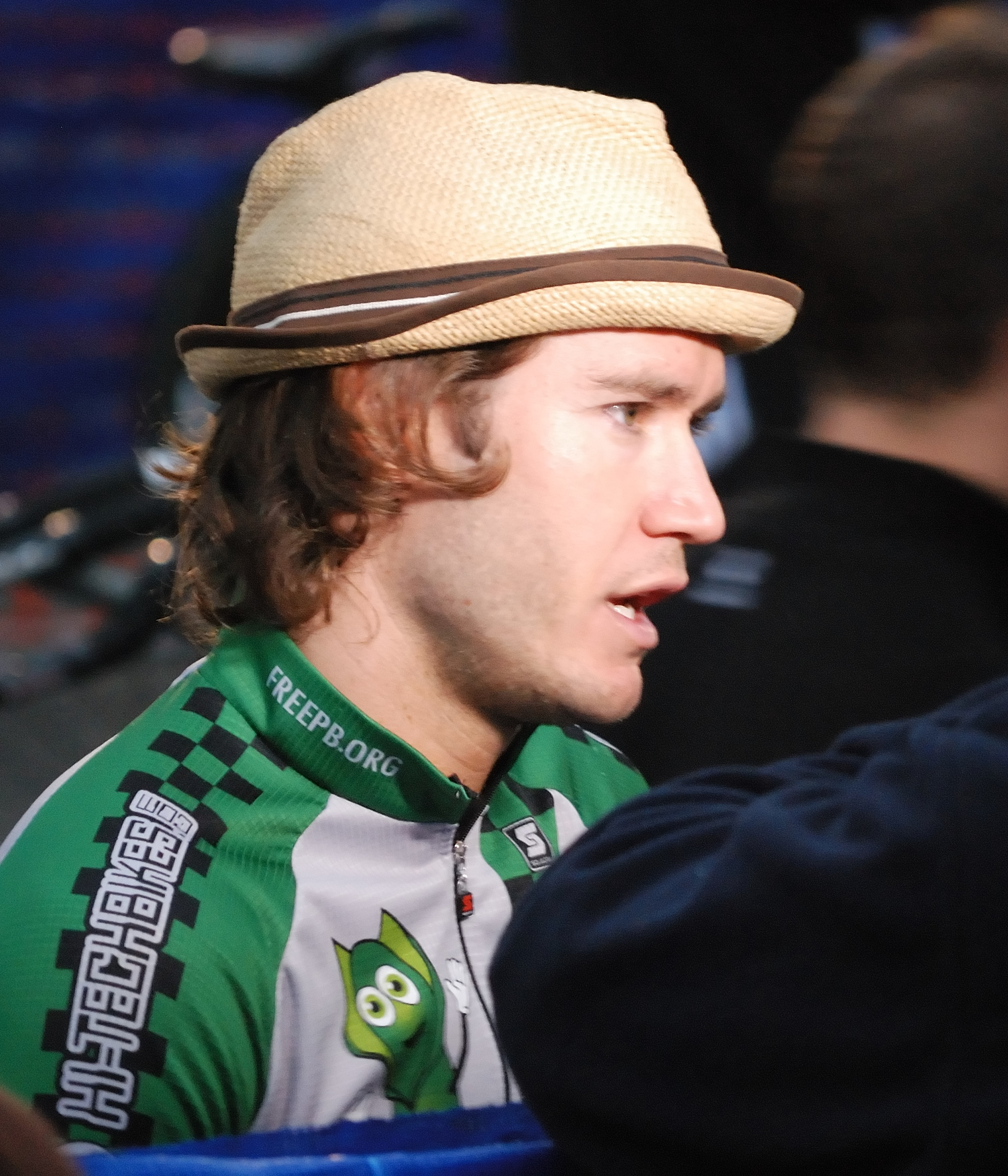
Mark-Paul Gosselaar
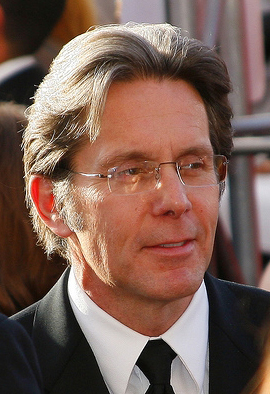
Gary Cole

### Personaggi ricorrenti
- Michaela, interpretata da Paulet Del Castillo, doppiata da Sara Vidale.
- Miss Collins, interpretata da Caitlin Kimball, doppiata da Cristina Poccardi.
- Tamika, interpretata da Trinitee Stokes, doppiata da Vittoria Bartolomei.
- Rebecca, interpretata da Isabel Myers, doppiata da Sara Tesei.
- Bryce, interpretato da Luca Luhan, doppiato da Lorenzo D'Agata.

## Produzione

### Sviluppo
Il 2 maggio 2019, è stato annunciato che l'episodio "Becoming Bow" della quinta stagione di Black-ish, in cui questo doveva introdurre una versione più giovane del personaggio di Bow che vive con la sua famiglia, sarebbe stato accantonato. L'episodio servirà invece come episodio pilota dello spin-off.
Tracee Ellis Ross, che interpreta il ruolo di Rainbow in Black-ish, fungerà sia da produttrice esecutiva che da narratrice della serie, con Anthony Anderson e Laurence Fishburne tra i produttori esecutivi. La serie è anche l'ultima che Kenya Barris ha contribuito a creare prima di firmare il suo accordo con Netflix nell'agosto 2018, dopo aver chiesto di interrompere il suo accordo con ABC Studios per problemi con la gestione da parte dello studio per alcuni controversi episodi di Black-ish e per aver respinto dei pilot, ideati insieme.
Il giorno dopo, è stato annunciato che la serie sarebbe stata presentata in anteprima nell'autunno del 2019 e trasmessa il martedì alle 21:00.

### Casting
Anders Holm era originariamente destinato a interpretare il padre di Bow, Paul Johnson, dopo aver interpretato il ruolo nell'episodio pilota, ma ha lasciato la serie prima che venisse presa dalla ABC. Il 19 giugno 2019, Mark-Paul Gosselaar ha sostituito Holm nel ruolo di Paul Johnson. La ABC ha pubblicato delle pubblicità che presentavano Holm nella serie, ma dal mese di agosto, venne sostituito con Gosselaar dopo l'inizio della produzione.

### Musica
Il 5 agosto 2019, Mariah Carey ha confermato di aver co-scritto e co-prodotto (con il cantautore/produttore Daniel Moore) una canzone chiamata "In the Mix", che sarà la sigla di apertura della serie. Carey ha anche manifestato interesse ad apparire in un episodio qualora i produttori lo chiedessero.

## Promozione
Il 14 maggio 2019, è stato pubblicato il trailer ufficiale della serie.